# 高橋直人 (作詞家)
高橋 直人（たかはし なおと、1948年8月 - ）は、日本の作詞家。主に演歌の作詞を手がけている。

## 略歴・人物
- 高校卒業後、平取町で農業や土木建設などで働きながら作詞活動をしていたが、1982年に上京し、本格的に作詞家としての活動を開始[1]。同年、八代亜紀に提供した「海猫」は、第33回NHK紅白歌合戦で歌唱された。
- 2017年、鳥羽一郎に提供した「千島桜」が、ソングコンテストグランプリ2017・最優秀作詩賞を受賞した[2]。

## 主な作詞作品
- 逢川まさき
  - 「女の最終便」（2014年）

- 朝花美穂
  - 「歌姫漫遊記」（2021年）

- 浅田ますみ
  - 「あやつり人形」「雪夜酒」（2017年）

- 井上由美子
  - 「夜明けの波止場」（2018年）

- 扇ひろ子
  - 「華の女道」（2003年）

- 金田たつえ
  - 「望郷追分」「人恋椿」（1995年）
  - 「愛恋ほたる」「津軽海峡」（1997年）
  - 「女のオホーツク」「十勝平野〜あゝ北海道〜」（1998年）
  - 「湯の町子守唄」（2000年）
  - 「漁火」「道導」（2002年）
  - 「女の演歌」「歌・うた・唄」（2003年）
  - 「囲炉裏」（2006年）
  - 「よさこい渡り鳥」（2009年）
  - 「私の故郷四万十」（2014年）
  - 「夕影鳥」（2019年）
  - 「ああ帰りたい〜望郷峠〜」（2020年）

- 香西かおり
  - 「恋慕川」（1994年）

- 香田晋
  - 「北国」（1997年）

- 田川寿美
  - 「雨あがり」「ふたりの縁」（2021年）

- 鶴田梨歌
  - 「鴎の恋のボレロ」「大宮ブルース」「時の彼方へ」（2016年）

- 中田久美
  - 「かもめの子守歌」「恋の回想録」「港町マンボ」「愛の輝き」（2013年）
  - 「高崎より愛をこめて」「流氷のおんな」（2015年）
  - 「ひとり円舞曲」（2016年）
  - 「夜明け前に」（2018年）

- 中西みち代
  - 「陸中海岸」「愛の満ち潮」（2009年）

- 鳥羽一郎
  - 「千島桜」（2017年）

- 細川たかし
  - 「双葉山」（1998年）
  - 「浪花の風」（2006年）

- 八代亜紀
  - 「海猫」（1982年）

- 山川豊
  - 「ぬくもり」（1995年）
  - 「わかれ雪」（2002年）